# Division 1 Féminine 2022/23
Die Saison 2022/23 der Division 1 Féminine war die 49. Ausspielung der französischen Frauenfußballmeisterschaft seit der offiziellen Anerkennung des Frauenfußballs im Jahr 1970 durch die FFF, den Fußballverband Frankreichs, und der ersten Austragung in der Saison 1974/75. Die Division 1 Féminine genannte Spielklasse wird im reinen Ligamodus in einer aus einer einzigen Gruppe bestehenden, zwölf Teams umfassenden, landesweiten höchsten Liga ausgetragen; in diesem Modus ist es die 31. Meisterschaft. Titelverteidigerinnen waren die Frauen von Olympique Lyon, die sich auch in dieser Saison erneut durchsetzten.
Namenssponsor der Liga ist seit 2019 das Chemieunternehmen Arkema.
Der erste Spieltag der D1F fand am Wochenende 10./11. September 2022 statt, der 22. und letzte Spieltag am 27. Mai 2023. Am 11. Dezember endete die Hinrunde, an die sich eine fünfwöchige Winterpause anschloss, unterbrochen nur vom Landespokal-Sechzehntelfinale. Hauptspieltag blieb der Sonnabend, wie es der Bezahlfernsehsender Canal+ wünscht, der weiterhin sämtliche 132 Punktspiele übertrug; dabei waren auch eine Begegnung am Freitag und eine oder zwei am Sonntag.

## Qualifikation und Austragungsmodus
Für die Teilnahmeberechtigung wird ausschließlich das Abschneiden der Frauschaften in der Vorsaison berücksichtigt; qualifiziert sind die zehn dabei bestplatzierten Teams, sofern ihnen nicht die Lizenz verweigert wird, sowie zwei Aufsteiger, die jeweils ihre Gruppe der Division 2 Féminine als Tabellenerste beendet hatten.
Somit starteten folgende zwölf Teilnehmer in diese neue Saison:
- aus dem Norden: FC Fleury, Aufsteiger Le Havre AC, Paris FC, Paris Saint-Germain FC, Stade Reims
- aus dem Westen: Girondins Bordeaux, EA Guingamp, ASJ Soyaux
- aus dem Südosten: FCO Dijon, Titelverteidiger Olympique Lyon, HSC Montpellier, Aufsteiger AF Rodez

Die Meisterschaft wird in einer doppelten Punkterunde ausgespielt, in der jeder Teilnehmer in Heim- und Auswärtsspiel gegen jeden anderen antritt. Es gilt die übliche „Drei-Punkte-Regel“ mit drei Punkten für einen Sieg, einem für ein Unentschieden und keinem für eine Niederlage; bei Punktgleichheit gibt zunächst der direkte Vergleich und bei Erforderlichkeit anschließend die bessere Gesamt-Tordifferenz, falls auch dann noch Gleichheit besteht, gegebenenfalls die höhere Zahl erzielter Treffer den Ausschlag. Am Ende der Saison müssen die zwei Tabellenletzten absteigen, die für die kommende Spielzeit durch zwei Aufsteiger – die Siegerinnen der beiden Gruppen der zweiten Division – ersetzt werden.
Die französischen Meisterinnen sowie die Zweit- und Drittplatzierten der Division 1 Féminine qualifizieren sich für den Frauen-Europapokalwettbewerb der folgenden Spielzeit.

## Personalia
Erste Vereinswechsel hochkarätiger Spielerinnen bei den beiden Topteams wurden bereits vor Beginn der Europameisterschaftsendrunde bestätigt: Sara Däbritz wechselte von PSG zu Lyon, das Sara Björk Gunnarsdóttir (zu Juventus Turin), Kadeisha Buchanan (zum FC Chelsea) und Emelyne Laurent (zu Bayern München) abgab. Paris Saint-Germain meldete den Zugang von Lieke Martens aus Barcelona sowie die Vertragsverlängerung der von mehreren europäischen Spitzenklubs heftig umworbenen Marie-Antoinette Katoto; Jordyn Huitema (zu OL Reign) und Luana (zurück nach Brasilien zu den Corinthians) verließen den Hauptstadtverein. Bei Bordeaux verabschiedeten sich Charlotte Bilbault (zu Montpellier) und Ève Périsset, die sich als erste Französin den Chelsea Ladies anschloss.
Weitere Transfers prominenter Spielerinnen folgten im August und September 2022. So meldete Lyon als Zugang die Verpflichtung von Inès Jaurena aus Bordeaux und gab Sarah Bouhaddi an PSG ab, während Letzterer auch noch die australische Torfrau Lydia Williams, die Holländerin Jackie Groenen, die Österreicherin Marina Georgieva, Li Mengwen und Lina Yang aus China sowie Trainer Gérard Prêcheur an die Seine holte, dafür Aminata Diallos Vertrag nicht mehr verlängerte. Zu Montpellier kam die Dänin Luna Gevitz, während Sarah Puntigam und Mary Fowler den MHSC verlassen haben. Bordeaux vermeldete als weitere Abgänge Katja Snoeijs, Claire Lavogez, Tainara und Laëtitia Philippe, für die mit Justine Lerond lediglich eine zweite Torhüterin verpflichtet wurde. Auch Reims (Naomie Feller zu Real Madrid) und Guingamp (Louise Fleury zum Paris FC) vermochten bekanntere Namen nicht adäquat zu ersetzen, wobei die Bretoninnen immerhin die Jungnationalspielerin Grace Kazadi von Lyon ausleihen konnten, zudem Marie-Charlotte Léger von der ASJ Soyaux verpflichteten, die auch Kelly Gadéa an Le Havre abgab. Dijon schließlich meldete mit Meriame Terchoun und Cecilie Sandvej zwei neue Internationale in seinem Spielerinnenkreis.
Die beiden die D1F seit einem Jahrzehnt dominierenden Frauschaften gingen jeweils mit einem großen Handicap in diese Spielzeit: Marie-Antoinette Katoto (PSG) während und Griedge Mbock Bathy (OL) kurz nach der Europameisterschaft verletzten sich bei einem Länderspiel so schwer, dass sie ihrem Team monatelang nicht zur Verfügung standen. Bei Lyon fielen zudem auch Catarina Macário (Knieoperation), Dzsenifer Marozsán (Kreuzbandriss) und Amel Majri (Mutterschaftsauszeit) mindestens in der Hinrunde aus, bei Paris Paulina Dudek (ebenfalls Kreuzbandriss).
In der Transferperiode zum Jahreswechsel fand Aminata Diallo mit UD Levante wieder einen Verein; aus den USA kehrte Valérie Gauvin (zum FC Fleury) nach Frankreich zurück. Bei PSG sollten Dänemarks Nationalspielerin Amalie Vangsgaard die Offensive und die Jamaikanerin Allyson Swaby die Abwehr verstärken, während Lydia Williams und Lina Yang den Verein nach nur einem halben Jahr wieder verlassen haben und Estelle Cascarino bis zum Saisonende an Manchester United ausgeliehen wurde. Lyon trennte sich vorzeitig von Inès Jaurena, die sich dem NWSL-Club Washington Spirit anschloss. Paris SG musste in der entscheidenden Phase der Saison für fünf Spiele verletzungsbedingt auch noch auf Torschützenkönigin Kadidiatou Diani verzichten.
Bei den Trainern vertrauen weiterhin drei Erstdivisionäre – Lyon mit Sonia Bompastor, Paris FC mit Sandrine Soubeyrand und Reims mit Amandine Miquel – einer Frau die Chefposition an. (Stand: 29. Januar 2023)

## Ergebnisse, Tabelle und Saisonverlauf
Endstand: 27. Mai 2023
|                     | Gir. Bor | FCO Dij | FC Fle | EA Gui | AC LeH | Oly. Lyo | HSC Mon | FC Par | SG Par | Sta. Rei | AF Rod | ASJ Soy |
| Girondins Bordeaux  |          | 2:0     | 1:1    | 3:1    | 4:2    | 1:3      | 0:2     | 0:0    | 0:3    | 0:1      | 3:1    | 3:0     |
| FCO Dijon           | 1:1      |         | 1:5    | 1:0    | 0:2    | 0:3      | 2:1     | 0:2    | 0:4    | 0:4      | 1:2    | 1:0     |
| FC Fleury           | 2:0      | 1:0     |        | 6:0    | 3:0    | 1:2      | 1:2     | 1:1    | 4:4    | 1:0      | 6:0    | 1:1     |
| EA Guingamp         | 2:0      | 0:1     | 0:3    |        | 2:2    | 0:0      | 1:4     | 0:3    | 0:1    | 2:0      | 2:1    | 3:1     |
| Le Havre AC         | 2:4      | 5:0     | 1:1    | 1:0    |        | 0:7      | 0:1     | 1:3    | 2:2    | 0:5      | 2:1    | 2:0     |
| Olympique Lyon      | 3:0      | 8:0     | 1:0    | 6:0    | 1:0    |          | 2:0     | 2:0    | 0:1    | 7:1      | 2:0    | 2:1     |
| HSC Montpellier     | 0:0      | 3:0     | 1:1    | 0:1    | 2:1    | 1:3      |         | 1:3    | 0:1    | 2:0      | 2:1    | 2:2     |
| Paris FC            | 1:1      | 2:0     | 0:2    | 2:2    | 1:0    | 2:3      | 2:0     |        | 0:1    | 2:2      | 2:0    | 5:2     |
| Paris Saint-Germain | 1:0      | 3:1     | 2:1    | 1:0    | 3:1    | 0:1      | 2:2     | 0:0    |        | 4:0      | 1:0    | 2:0     |
| Stade Reims         | 6:1      | 3:1     | 1:3    | 3:0    | 3:1    | 1:5      | 1:3     | 0:3    | 0:2    |          | 0:0    | 3:1     |
| AF Rodez            | 1:1      | 1:1     | 2:1    | 1:2    | 1:2    | 0:5      | 2:3     | 0:4    | 0:4    | 1:2      |        | 1:0     |
| ASJ Soyaux          | 0:1      | 1:1     | 0:4    | 1:2    | 1:4    | 0:3      | 1:5     | 0:6    | 0:3    | 1:4      | 2:0    |         |

| Pl. | Frauschaft          | Sp | G  | U | V  | Tore  | Tor- diff. | Pkte. |
| --- | ------------------- | -- | -- | - | -- | ----- | ---------- | ----- |
| 1.  | Olympique Lyon (TV) | 22 | 20 | 1 | 1  | 69:09 |            | 61    |
| 2.  | Paris Saint-Germain | 22 | 17 | 4 | 1  | 45:12 |            | 55    |
| 3.  | Paris FC            | 22 | 12 | 6 | 4  | 44:18 |            | 42    |
| 4.  | FC Fleury           | 22 | 11 | 6 | 5  | 49:20 |            | 39    |
| 5.  | HSC Montpellier     | 22 | 11 | 4 | 7  | 37:27 |            | 37    |
| 6.  | Stade Reims         | 22 | 10 | 2 | 10 | 40:40 |            | 32    |
| 7.  | Girondins Bordeaux  | 22 | 7  | 6 | 9  | 26:33 |            | 27    |
| 8.  | Le Havre AC (A)     | 22 | 7  | 3 | 12 | 31:45 | −14        | 24    |
| 9.  | EA Guingamp         | 22 | 7  | 3 | 12 | 20:41 | −21        | 24    |
| 10. | FCO Dijon           | 22 | 4  | 3 | 15 | 12:53 |            | 15    |
| 11. | AF Rodez (A)        | 22 | 3  | 3 | 16 | 16:48 |            | 12    |
| 12. | ASJ Soyaux          | 22 | 1  | 3 | 18 | 15:58 |            | 06    |

Die jeweilige Farbmarkierung bedeutet, dass der diesen Rang bei Saisonabschluss einnehmende Verein …

Die Aufeinandertreffen zwischen den beiden Teams, die die Liga seit mehr als einem Jahrzehnt dominieren, waren für den 11. und den 21. Spieltag angesetzt; zudem trafen sie nur eine Woche vor dem Rückspiel auch noch im Landespokalfinale aufeinander. Beide kamen angesichts ihrer oben beschriebenen Personalsorgen, die insbesondere die Offensive betreffen, vergleichsweise wenig souverän in die neue Spielzeit. Bei OL wirkte sich das vor allem in den Heimspielen aus, in denen sie gegen zwei Frauschaften aus der Abstiegszone ungewohnt knapp gewannen und sich am siebten Spieltag beim bis dahin noch punktlosen Schlusslicht Guingamp ein 0:0 leisteten. Auch PSG hatte nach dem ersten Saisondrittel bereits zwei Remis zu verzeichnen, darunter eins bei Aufsteiger Le Havre. Beide schwächeln auch auf europäischer Ebene, in der sie mit einer Heimniederlage in die Gruppenphase starteten. Das erste Spitzenduell dieser beiden entschieden die Hauptstädterinnen für sich und sicherten sich damit den inoffiziellen Herbstmeistertitel; es war der erste Sieg von PSG bei OL in der Liga seit fast neun Jahren. Der zweite Hauptstadtklub konnte seine starke Serie aus der vorangehenden Rückrunde zunächst fortsetzen, verlor dann aber doch den Kontakt zum führenden Duo und beendete die Hinserie als Tabellendritter. Zusammen mit dem PFC bildeten fünf weitere Teams – darunter Aufsteiger Le Havre – das gesichert erscheinende Mittelfeld. Demgegenüber hatten Dijon, Guingamp, Soyaux und Rodez den Anschluss bereits nahezu verloren.

Ein Anwachsen des Zuschauerinteresses aufgrund des Nationalteamauftritts bei der vorangegangenen Europameisterschaft war nicht festzustellen. Typisch beispielsweise die Besucherzahlen am 7. Spieltag: Den sechs Begegnungen wohnten im Mittel nur 642 Zahlende bei. Den Höchstwert erreichte der Paris FC gegen Bordeaux (907), während das Spitzenspiel zwischen PSG und MHSC lediglich 684 Zuschauer anzog, und auch das in früheren Jahren für Rekordbesuche sorgende Gastspiel Lyons bei Guingamp – 2011/12 mehr als 12.000 Besucher – wollten diesmal gerade 871 Menschen sehen, wofür der Rasenplatz auf dem EAG-Trainingsgelände in Pabu vollauf ausreichte. Die geringste Zahl fand sich bei Rodez gegen Dijon mit 323 Zuschauern ein. Auch am 8. Spieltag lagen die Werte nur geringfügig höher (im Mittel 702). Das Spitzenspiel in Lyon fand allerdings trotz Minustemperaturen vor 13.400 Besuchern statt.

In der Rückrunde klärten sich zwei Fragen relativ zügig: An der Tabellenspitze konnte PSG schon vor seiner Heimniederlage gegen Lyon mit dem Titelverteidiger nicht lange Schritt halten, beendete die Saison schließlich mit fünf Punkten Rückstand einmal mehr lediglich als Vizemeister. Und Soyaux verlor schnell den Anschluss an die anderen abstiegsgefährdeten Teams, weil der letzte reine Frauenverein in den elf Partien lediglich noch einen Punkt holte. Im Unterschied zur ASJS punktete Guingamp kräftig und setzte sich frühzeitig aus dem Tabellenkeller ab. Es dauerte dann bis zum letzten Spieltag, ehe feststand, dass Aufsteiger Rodez und nicht das auf den vorletzten Rang abgerutschte Dijon die D1F würde verlassen müssen. Ebenfalls erst am letzten Wochenende entschied sich ein spannender Kampf um den dritten Champions-League-Platz; diesen erreichte der Paris FC aus eigener Kraft, während Fleury auch ein Kantersieg gegen Guingamp nichts mehr nützte und Montpellier sich durch seine unerwartete Niederlage in Dijon selbst aller Chancen beraubte.

Zur folgenden Saison steigen aus der Division 2 Féminine die AS Saint-Étienne – nach einjähriger Abwesenheit – und der OSC Lille, der Ende der 2010er Jahre gleichfalls schon im fußballerischen Oberhaus vertreten war, auf.

## Die Spielerinnen des Meisters
Trainerin Sonia Bompastor hatte folgende Fußballerinnen aus ihrem Saisonkader eingesetzt (in Klammern die Zahl der Punktspieleinsätze):
- Tor: Christiane Endler (19), Emma Holmgren (3), Alyssia Paljevic (1)
- Abwehr: Wendie Renard (21), Perle Morroni (19), Alice Sombath (16), Janice Cayman (15), Selma Bacha (14), Vanessa Gilles (14), Ellie Carpenter (6), Inès Jaurena (4), Kysha Sylla (1)
- Mittelfeld: Daniëlle van de Donk (19), Damaris Egurrola (16), Lindsey Horan (14), Dzsenifer Marozsán (14), Inès Benyahia (13), Sara Däbritz (12), Amandine Henry (12), Amel Majri (10)
- Angriff: Vicki Becho (21), Signe Bruun (18), Delphine Cascarino (17), Eugénie Le Sommer (17), Melvine Malard (16), Ada Hegerberg (5), Nesrine Bahlouli (2)

Griedge Mbock Bathy und Catarina Macário konnten aus Verletzungsgründen kein einziges Ligaspiel bestreiten.
Lyons 69 Treffer erzielten Bruun (8), Renard, Le Sommer (je 7), Horan, Marozsán (je 5), Däbritz, van de Donk, Cascarino, Hegerberg (je 4), Gilles, Malard (je 3), Bacha, Cayman, Benyahia, Egurrola, Majri, Becho (je 2), Henry (1). Dazu kamen zwei Eigentore gegnerischer Spielerinnen.

## Erfolgreichste Torschützinnen
Die meisten Treffer erzielten:
| Pl. | Name              | Team        | Tore |
| --- | ----------------- | ----------- | ---- |
| 1.  | Kadidiatou Diani  | Paris SG    | 17   |
| 2.  | Mathilde Bourdieu | Paris FC    | 13   |
| 3.  | Maëlle Garbino    | Bordeaux    | 12   |
|     | Clara Matéo       | Paris FC    | 12   |
| 5.  | Melchie Dumornay  | Reims       | 11   |
| 6.  | Rosemonde Kouassi | Fleury      | 10   |
| 7.  | Nérilia Mondésir  | Montpellier | 9    |
| 8.  | Signe Bruun       | Lyon        | 8    |
|     | Kessya Bussy      | Reims       | 8    |
|     | Ewelina Kamczyk   | Fleury      | 8    |
|     | Batcheba Louis    | Fleury      | 8    |
|     | Faustine Robert   | Montpellier | 8    |
|     | Ouleymata Sarr    | Paris FC    | 8    |
| 14. | Ramona Bachmann   | Paris SG    | 7    |
|     | Sarah Cambot      | Guingamp    | 7    |
|     | Léa Le Garrec     | Fleury      | 7    |
|     | Eugénie Le Sommer | Lyon        | 7    |
|     | Wendie Renard     | Lyon        | 7    |

Dianis 17 Treffer waren die bisher geringste Zahl einer Torschützenkönigin seit Ligaeinführung (abgesehen von der pandemiebedingt nur 16 Spieltage umfassenden Saison 2019/20). Dabei ist freilich zu berücksichtigen, dass die Pariserin aus Verletzungsgründen an den letzten fünf Spieltagen nicht mehr zum Einsatz kam.
Eine Premiere war, dass die drei nach Abschluss der Hinserie erfolgreichsten ausländischen Goalgetterinnen allesamt aus Haiti und nicht aus einer der „großen“ Frauenfußballnationen stammen.
Torvorlagen
Die meisten Torvorlagen stammen von Selma Bacha (Lyon), die zu neun Treffern beigetragen hat. Ihr folgen Gaëtane Thiney (PFC) sowie Léa Le Garrec (Fleury) mit jeweils acht Assists. Dahinter rangieren die Gewinnerin der Torjägerkrone, Kadidiatou Diani (PSG, sieben), und mit jeweils sechs Vorlagen  Kessya Bussy (Reims) und Clara Matéo (PFC).

## Auszeichnung als Spielerin des Monats
Die von der Spielergewerkschaft UNFP und Ligasponsor Arkema vergebene, jeweils durch eine Publikumsabstimmung zwischen drei Nominierten entschiedene Wahl gewannen:
| Monat          | Name               | Team     |
| -------------- | ------------------ | -------- |
| September 2022 | Maëlle Garbino     | Bordeaux |
| Oktober 2022   | Kadidiatou Diani   | Paris SG |
| November 2022  | Maëlle Garbino     | Bordeaux |
| Dezember 2022  | Melchie Dumornay   | Reims    |
| Januar 2023    | Sara Däbritz       | Lyon     |
| Februar 2023   | Delphine Cascarino | Lyon     |
| März 2023      | Amel Majri         | Lyon     |
| April 2023     | Onema Grace Geyoro | Paris SG |
| Mai 2023       | Melchie Dumornay   | Reims    |